# 高津インターチェンジ
高津インターチェンジ（たかつインターチェンジ）は、島根県益田市高津1丁目にある、山陰自動車道（益田道路）のインターチェンジである。

## 歴史
- 2007年（平成19年）3月24日：益田道路当IC - 須子IC間の開通により供用開始。
- 2023年度（令和5年度） : 久城IC - 高津IC間事業化[1]

## 接続する道路

### 直接接続
- 国道191号
- 島根県道333号久城インター線

### 間接接続
- 国道9号

## 料金所
無料区間のため設置されていない。

## インターチェンジ周辺
- 益田駅（JR西日本山陰本線）

## 備考
- インターチェンジの名称としては開通後の現時点でも仮称扱いとなっている[2]。これは、現在は本線を暫定的に国道191号に直接平面交差させている（今後延伸の際に別途ランプが設けられる予定である）ため。
- 平面交差点であることから、開通当初からバイクや歩行者の誤進入が相次いでいるという[3]。

## 隣
E9 山陰自動車道
久城IC（事業中）- 高津IC - 萩・石見空港IC